# Nyarlathotep (racconto)
Nyarlathotep (Id.) è un racconto breve di Howard Phillips Lovecraft scritto e pubblicato nel novembre 1920 su The United Amateur. Nel 1943 fu inserito nel volume Beyond the Wall of Sleep edito dalla Arkham House.

## Trama
In un mondo oppresso "da un mostruoso senso di colpa" l'avvento di Nyarlathotep, oscuro profeta venuto dal passato, sparge visioni d'incubo alle quali neppure i più scettici possono rimanere indifferenti.

## Particolarità
Il racconto in questione è stato luogo di molti incontri e disquisizioni, a partire dai saggi autorali ai pochissimi scritti incompleti che ne trattano la figura.
Si presume una prima stesura del racconto intorno al 1921, come testimoniato da una lettera all'amico Kleiner dello stesso anno, ma ciò è inesatto poiché è già nel 1917 in un'epistola al collega James F. Morton che Lovecraft nomina la propria creatura colmandola di sbavature e divertenti luoghi di rimando alle sue abituali passeggiate/escursioni lungo le coste del New England al confine fra Salem e Boston. La figura di Nyarlathotep (Nae-iar:Toth-épek dal suffisso egiziano -hotep/pace è un gioco di parole che letto velocemente è Near-hotep, "Presso la pace") nacque come riflesso spontaneo dei contrasti dell'epoca e dalla passione da parte dell'autore per il poemetto romantico dell'autore inglese Percy B. Shelley dell'11 gennaio 1818 dal titolo Ozymandias, di cui la particolare intestazione:
"My name is Ozymandias, king of kings:

Look on my works, ye Mighty, and despair!"

Nothing beside remains. Round the decay

Of that colossal wreck, boundless and bare,

The lone and level sands stretch far away.»
Lovecraft oserà definirlo come "il mercante itinerante con in vendita il peggior elisir che un ciarlatano potesse vendere" identificando seppur in maniera non complessa parte di questa figura. L'aggettivo "Caos strisciante" è un aggettivo successivamente convertito in patronimico da Derleth il quale non deve creare confusione con il racconto The Crawling Chaos nato da una collaborazione fra Lovecraft e Winifred V. Jackson del 1921, Derleth difatti usò deliberamente il patronimico nelle successive pubblicazioni.